# 蒙巴尔卡罗
蒙巴尔卡罗（義大利語：Mombarcaro），是意大利库内奥省的一个市镇。总面积20平方公里，人口276人，人口密度13.8人/平方公里（2009年）。ISTAT代码为004124。